# Олива, Виктор
Виктор Олива́ (24 апреля 1861 — 5 апреля 1928) — чешский художник и иллюстратор.
Родился в городе Нове-Страшеци в Центральной Богемии, Австро-Венгрия, 24 апреля 1861 года.
В искусстве его основным стилем был модерн. В возрасте 17 лет Виктор поступил в пражскую Академию искусств, где учился у Франтишека Секанса. Затем продолжил получать образование в Мюнхенской академии художеств.
В 1888 году поселился в парижском районе Монмартр и стал частью быстро расширяющегося артистического общества. Олива жил там в течение нескольких лет и подружился с другими чешскими художниками, такими как Людек Марольд, Миколаш Алеш, Якуб Арбес и Карел Витезслав Машек.
В 1897 году получил должность редактора изображений, которую занимал затем 19 лет, в популярном чешском журнале Zlatá Praha (Золотая Прага). Вскоре после этого он женился на Анне Адамковой. Их сын, Виктор Олива — младший (род. в 1898), уже в юном возрасте проявлял способности художника. 

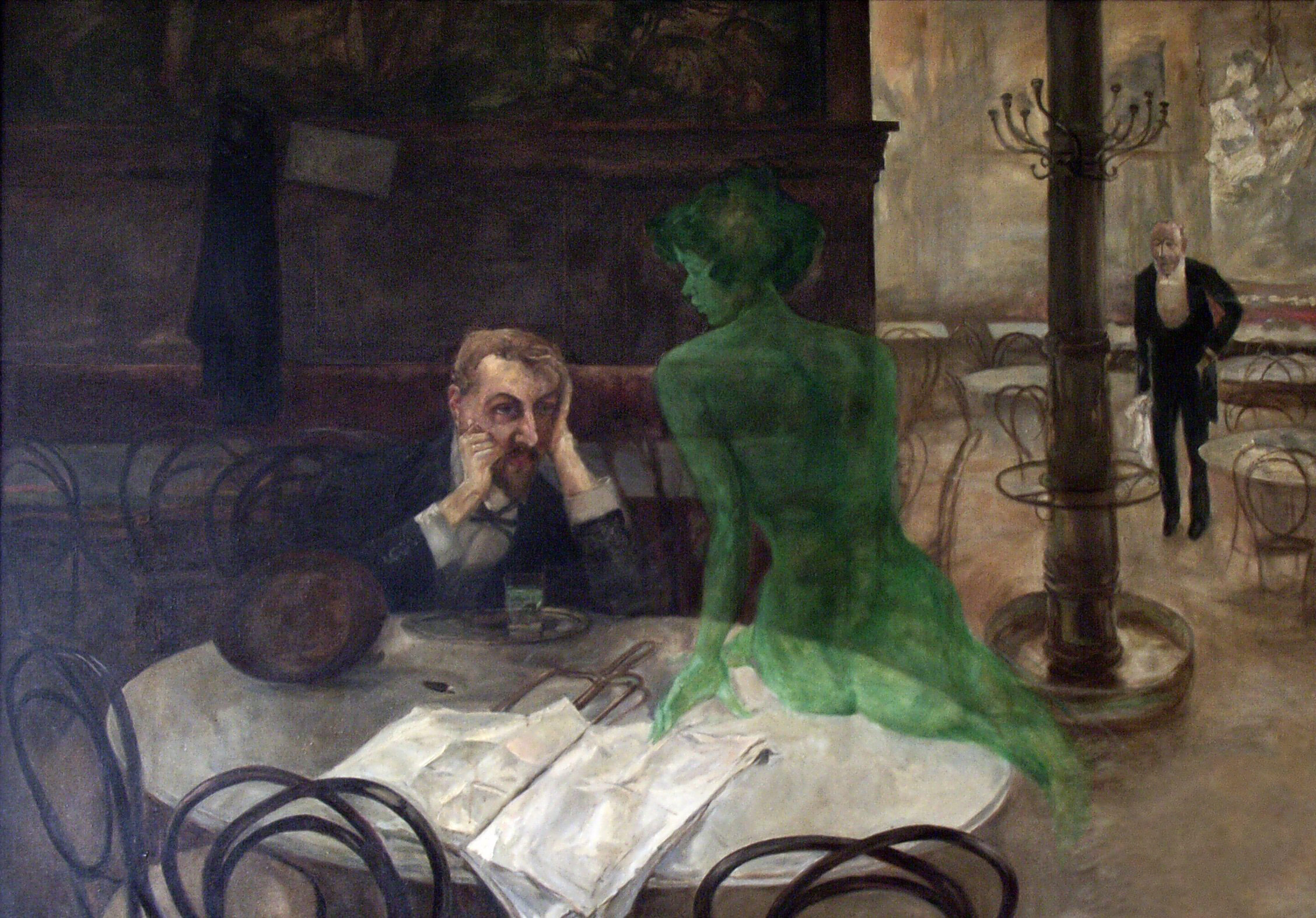
Пьющий абсент.(1901)

Самая известная картина Оливы-старшего — «Пьющий абсент» (1901) — висит на стене исторического пражского кафе Slavia.
В то же время высоко оцениваются «его иллюстрации к чешским писателям, главным образом Сватоплуку Чеху, плакаты, декорации… и художественные переплёты для книг чешских, французских, итальянских, венгерских, немецких и др.», причём подчас высказывалось мнение, что эта часть творческого наследия Оливы имеет «большее значение, чем картины».
Художник умер в Праге в 1928 году, был похоронен на Ольшанском кладбище в районе, где покоятся известные художники.

## Галерея работ

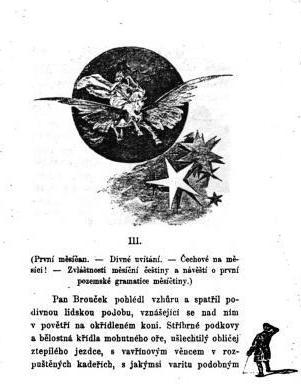
Поездка господина Броучека к луне(1889)
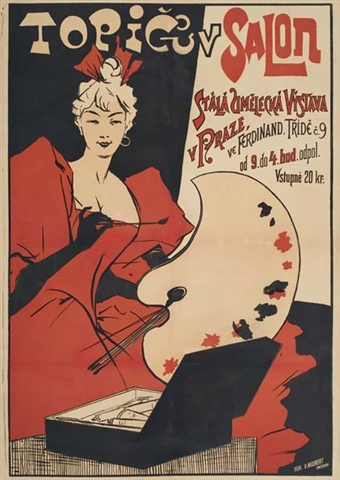
Топичув салон (1895)
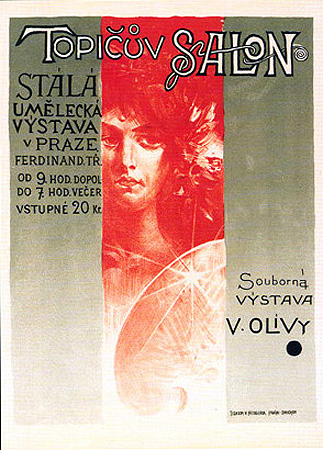
Топичув салон (1896)
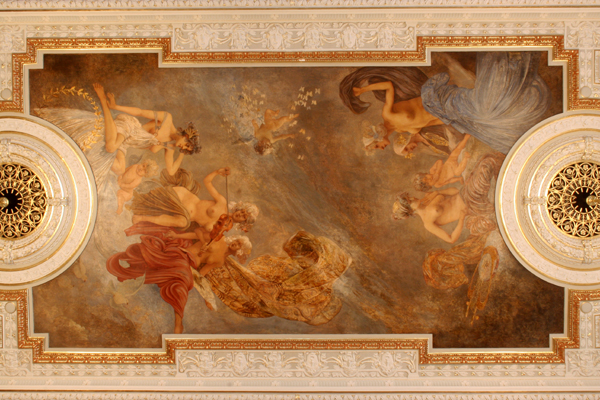
Плафонная живопись